# جيانكارلو أليساندريني
جيانكارلو أليساندريني (بالإيطالية: Giancarlo Alessandrini)‏ هو فنان قصص مصورة إيطالي، ولد في 20 مارس 1950 في ييزي في إيطاليا.